# Parafia Najświętszego Serca Pana Jezusa w Kochcicach
Parafia Najświętszego Serca Pana Jezusa w Kochcicach – parafia rzymskokatolicka znajdująca się w diecezji gliwickiej, w dekanacie Sadów.
Kościołem parafialnym jest kościół Najświętszego Serca Pana Jezusa w Kochcicach.

## Zasięg parafii
Ulice: Cegielniana, Dolna, Jawornicka, Kochanowicka, Lubliniecka, Ogrodowa, Parkowa, Polna, Rolna, Stawowa, Słoneczna, Tartaczna, Wspólna, Zamkowa, Zielona.